# Камионџија разбијач
Камионџија разбијач (енгл. Breaker! Breaker!) је амерички акциони филм из 1977. године са Чаком Норисом у главној улози. 

## Радња филма
Камионџија (Чак Норис) из Калифорније је у потрази за млађим братом који је нестао у граду који држи корумпирани судија Џошуа Тримингс.